# Monsieur de Pourceaugnac
Monsieur de Pourceaugnac (O senhor de Pourceaugnac) é uma comédia-balé em 3 atos escrita por Molière. 

## Sinopse
Retrata a história de   jovens, Éraste , Julie e Oscar, que querem se casar. Porém Julie é prometitida em casamento ao advogado de Limoges, Monsieur de Pourceaugnac.

## Personagens
- M. de Pourceaugnac
- Oronte
- Julie, filha de Orontes
- Nerine, mulher de intriga
- Lucette, subterfúgio Gasconne
- Éraste, amante de Julie
- Sbrigani, napolitano, um homem de intrigas
- Primeiro e segundo médicos
- O Boticário
- Oscar segundo amante de Julie